# Charles Gallé
Pour les articles homonymes, voir Gallé.
Charles Gallé (1818-1902) est un artisan verrier et céramiste français.
Il est le père d'Émile Gallé (1846-1904), fondateur de l'École de Nancy.

## Biographie

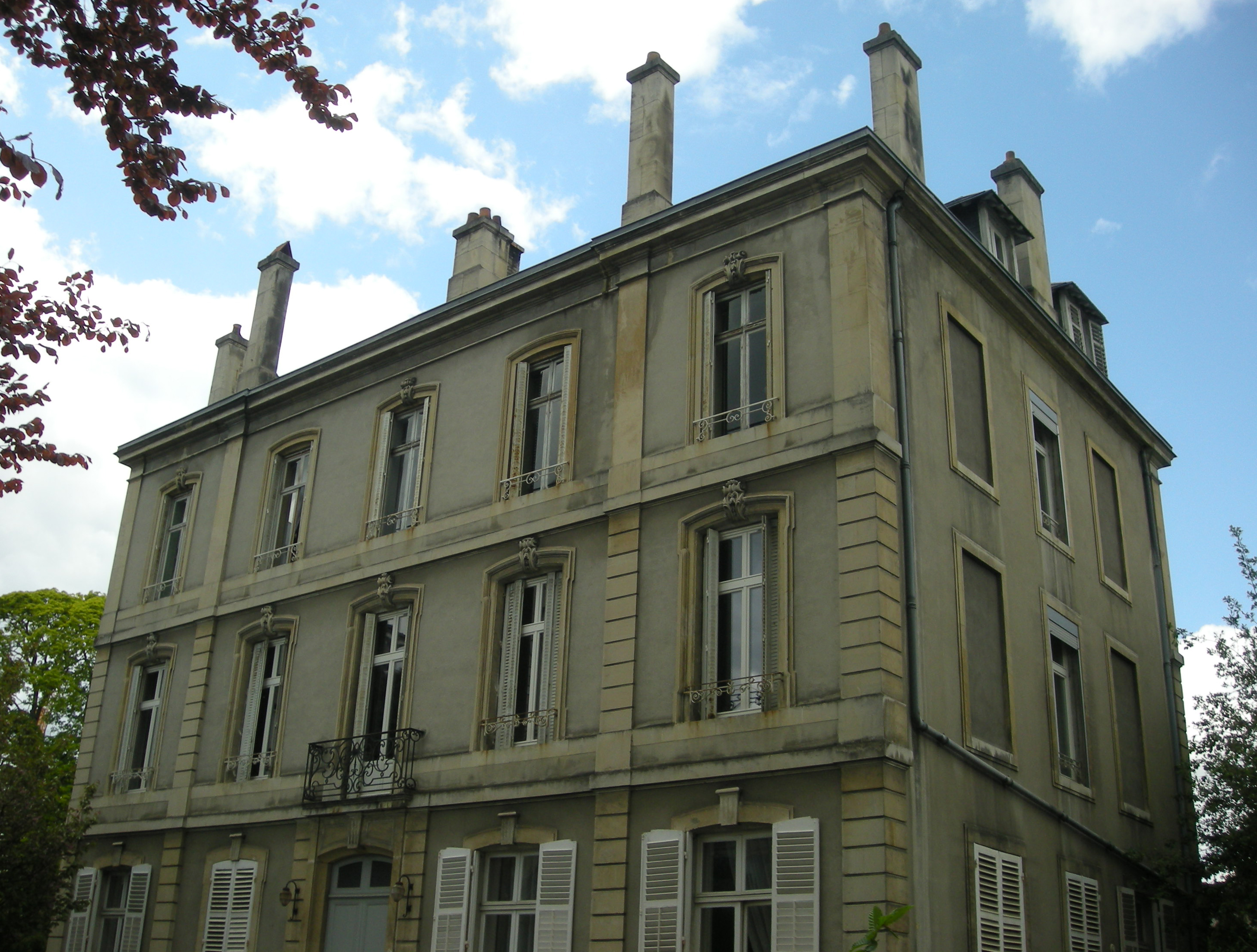
Maison construite par Charles Gallé au no 2, de l'avenue de la Garenne, à Nancy.

Charles Gallé naît le 19 avril 1818 à Paris. Il s'installe en Lorraine en 1844. Artiste peintre, il maîtrise l'art de l'émail. Dans ce domaine, c’est d’abord en utilisant d’anciens moules, décorés au goût du jour, qu'il assoit sa réputation. Après son mariage en 1845 avec Fanny Reinemer, issue d'une famille de négociants en faïences et cristal, il commercialise sa production grâce au magasin de son épouse, Veuve Reinemer et Gallé. Après l'obtention d'une mention honorable à l'Exposition universelle de 1855 à Paris, celui-ci s'appellera  Gallé-Reinemer (dès 1856), et il deviendra fournisseur de Napoléon III, puis simplement Gallé.
Charles Gallé collabore également avec la Faïencerie de Saint-Clément dès 1865, pour laquelle il développe des décors de faïence stannifère (à base d'étain) au bleu de « grand feu ». Créant ensuite de nouveaux émaux originaux, son entreprise familiale rencontre le succès. C'est dans cette ambiance éclectique que son fils, Émile Gallé, recevra une éducation à la fois attentive et audacieuse.
Charles Gallé meurt le 3 décembre 1902 à Nancy.

## Son œuvre
Charles Gallé s'illustre notamment par ses émaux sur des verres demi-translucides, entaillés, à couches superposées. Ce décor est également sous l’influence d'Hector Guimard, modèle exemplaire.

## Œuvres dans les collections publiques
- Paris, musée d'Orsay :
  - Plat ovale, après 1864, faïence émaillée, Faïencerie de Saint-Clément[4] ;
  - Assiette, service “Fables” : Cet âge est sans pitié, après 1864, faïence émaillée, avec Émile Gallé, Faïencerie de Saint-Clément[5] ;
  - Vase, après 1867, verre, émail, avec Émile Gallé, Verrerie de Meisenthal[6] ;
  - Lion-torchère, après 1867, faïence émaillée, avec Émile Gallé, Faïencerie de Saint-Clément[7] ;
  - Pot à oignon, après 1867, faïence émaillée, avec Émile Gallé, Faïencerie de Saint-Clément[8] ;
  - Porte-allumettes, après 1868, faïence émaillée, avec Émile Gallé, Faïencerie de Saint-Clément[9] ;
  - Bougeoir-casque, après 1868, faïence émaillée, avec Émile Gallé, Faïencerie de Saint-Clément[10] ;
  - Écritoire, après 1875, faïence émaillée, avec Émile Gallé, Faïencerie de Saint-Clément[11] ;
  - Vase, après 1875, faïence émaillée, avec Émile Gallé, Manufacture de Raon-l'Étape[12] ;
  - Vase, après 1875, faïence émaillée, avec Émile Gallé, Manufacture de Raon-l'Étape[13].